# GoPubMed
GoPubMed era un buscador basado en conocimientos (knowledge-based) para textos biomédicos. Gene Ontology (GO) y Medical Subject Headings (MeSH) sirven como una “tabla de contenidos” con el objeto de organizar millones de publicaciones de MEDLINE. 
La tecnología usada en GoPubmed es genérica y puede ser aplicada a toda clase de textos. GoPubMed fue uno de los primeros buscadores de la Web 2.0. El buscador fue desarrollado por la Universidad Técnica de Dresde (Alemania), en el grupo del Profesor Michael Schroeder en conjunto con Transinsight.
GoPubMed fue galardonado con el Premio de diseño Red Dot en la categoría “best of the best” 2009 en diseño de comunicación (interfaz gráfica del usuario y herramientas interactivas).